# Funk ostentação
Funk ostentação es un estilo de música brasileño, creado en 2008, en la ciudad de Sao Paulo. Primero se desarrolló en la región metropolitana de São Paulo y Baixada Santista, antes de alcanzar proporciones nacionales en 2011.
Los temas centrales que se tratan en las canciones se relacionan con el consumo y la ostentación en sí, donde la mayoría de los representantes intentan cantar sobre automóviles, motocicletas, bebidas y otros objetos de valor, además de hacer a menudo citas sobre mujeres y cómo han logrado un mayor poder de las posesiones materiales. realzando la ambición de salir de la favela y lograr metas. El género nació como una alternativa a la lírica abordada por el ritmo carioca, que esencialmente citaba contenidos vinculados al crimen y una vida de sufrimiento.